# Edmund Hooper
Edmund Hooper (geboren um 1553 in North Halberton bei Tiverton; gest. 14. Juli 1621 in London) war ein englischer Organist und Komponist. Er wurde 1588 zum Master of the Choristers in der Westminster Abbey ernannt, ab 1604 war er  Mitglied der Chapel Royal, seit 1615 Joint Organist der Chapel Royal, gemeinsam mit Orlando Gibbons. Einzelne seiner Werke sind im Fitzwilliam Virginal Book (Alman, Corranto) überliefert. Sein Well-spring of bounty, God of fear ist in der Reihe Early English Church Music enthalten, die Allemande (Alman) A-Dur im Band Englische, niederländische und spanische Meister des 16.–18. Jahrhunderts von Alte Meister der Klaviermusik (Edition Peters).